# Dożynki

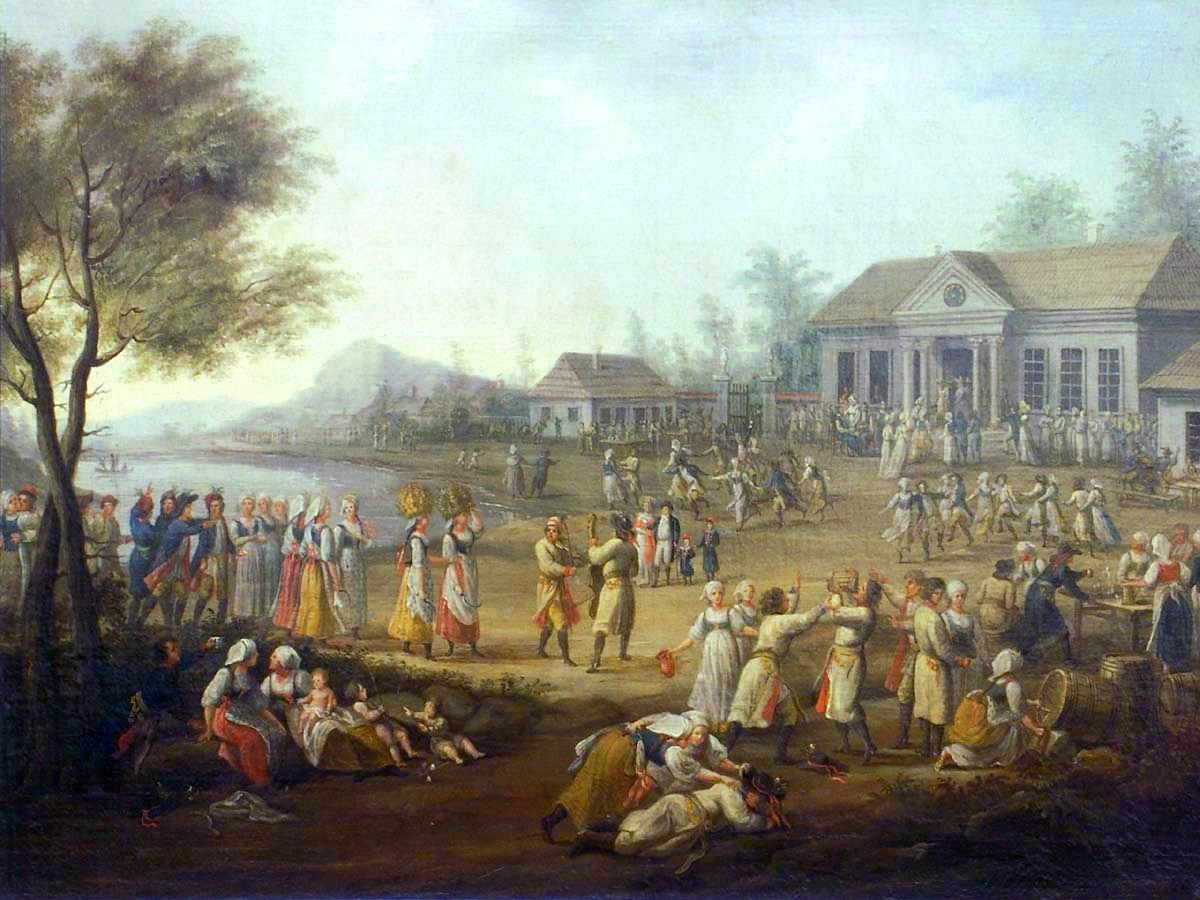
Dożynki, tableau de (1821).

La fête de Dożynki est une tradition polonaise célébrant la fête des récoltes. Elle trouve ses origines dans l'époque païenne slave et avait lieu à l'origine chaque année le 23 septembre au solstice d'automne. En Pologne et dans d'autres pays slaves, la tradition est toujours maintenue, bien qu'elle soit recouverte par le christianisme et fusionne avec la fête catholique des récoltes et est donc généralement célébrée un dimanche autour du 23 septembre. Les agriculteurs se rassemblent souvent dans les champs en procession avec des gerbes.
La cérémonie est présidée par un couple symbolique : le Starosta et la Starościna dożynkowi, qui remettent un pain confectionné à partir des dernières récoltes au maître de cérémonie – un prêtre ou un représentant civil, selon le caractère de l'événement. S’ensuivent des offrandes symboliques (produits agricoles, pain, fruits, fleurs), souvent mises en valeur dans des expositions des productions locales. Si la fête est religieuse, une messe est célébrée. La journée se clôt généralement par un grand festin populaire. Une tradition récente est celle des pèlerinages paysans vers les sanctuaires, surtout celui de Jasna Góra, rassemblant des foules en habits traditionnels. Sur le plan régional, comme en Haute-Silésie, des concours de couronnes moissonneuses perpétuent également ces coutumes. Dans l'Église évangélique, la fête des moissons est célébrée le premier dimanche après la Saint-Michel.

## Histoire
À l'origine, à l'époque païenne, on disait que les dernières gerbes des champs avaient des pouvoirs magiques particuliers qui étaient censés garantir une riche récolte l'année suivante. C'est pourquoi les grains des dernières gerbes sont conservés pour les premiers semis du printemps suivant. Les gerbes sont décorées de fleurs et de rubans. De nos jours, elles sont généralement portées dans l'église et bénies par le prêtre. Ensuite vient la célébration proprement dite avec boissons, nourriture et danse.
Les dożynki étaient traditionnellement célébrées le premier jour de l’automne, en l’honneur des récoltes de l’année. C’était un moment de gratitude envers les dieux pour les moissons obtenues et une prière pour une prospérité future. Les célébrations comportaient de nombreux rituels, notamment la confection d’une « couronne de moisson », faite de céréales, de fruits, de fleurs, de rubans et parfois d’animaux symboliques. Portée par la meilleure moissonneuse, cette couronne était bénie à l’église, puis transportée en cortège jusqu’à la maison du maître des lieux. Conservée jusqu’aux prochaines semailles, elle incarnait la prospérité du foyer. Un autre symbole important était la « dernière gerbe » de blé laissée sur le champ, représentant la continuité de la fertilité.
En plus des rituels agricoles, les dożynki comprenaient de grandes fêtes avec repas, danses et chants. À la fin du XIXe siècle, inspirés des fêtes seigneuriales, les paysans commencèrent à organiser leurs propres célébrations familiales. Durant l’entre-deux-guerres, les dożynki prirent un caractère plus communautaire avec des fêtes paroissiales ou municipales organisées par les autorités locales, les partis paysans, l’Église et les écoles. Elles devinrent un symbole d’identité paysanne et un moment de fierté collective, accompagnées de foires agricoles et de spectacles folkloriques.
Après la Seconde Guerre mondiale, les dożynki prirent une dimension principalement politique. Organisées par les autorités administratives à différents niveaux (de la commune à l’État), elles servaient à démontrer le soutien à la politique agricole du régime communiste. Bien que les éléments traditionnels comme les processions avec couronnes et chants aient été conservés, les fêtes se déroulaient généralement un dimanche proche de l’équinoxe d’automne. Les dożynki centrales, à l’échelle nationale, étaient dirigées par le premier secrétaire du parti communiste, accompagné du président du Conseil d’État (ou du président jusqu’en 1952), soulignant l’importance de l’événement dans la propagande d’État.
Ces fêtes étaient un outil pour affirmer le pouvoir du régime et promouvoir le « pacte ouvrier-paysan », pilier idéologique du communisme polonais. Elles servaient aussi d’occasion à des mises en scène symboliques, comme en 1949 lors des dożynki nationales à Psie Pole (Wrocław), où une reconstitution historique d'une prétendue victoire polonaise médiévale contre les Allemands fut intégrée à la célébration. Ces événements visaient à renforcer l'identité nationale et le récit historique promu par le régime.
À partir des années 1980, les dożynki ont progressivement perdu leur dimension propagandiste pour redevenir une fête de remerciement centrée sur le monde agricole. Elles ont retrouvé un caractère majoritairement religieux, notamment avec les célébrations nationales organisées au sanctuaire marial de Jasna Góra à Częstochowa, mais aussi à Spała où se tiennent les dożynki présidentielles. Aujourd’hui, ces fêtes mêlent traditions religieuses, aspects laïques et culture populaire. Lors des dożynek religieux, les remerciements pour les récoltes sont adressés à Dieu et à la Vierge Marie, tandis que certaines minorités néopaïennes célèbrent ces rites en l’honneur des anciennes divinités slaves.

## Illustrations

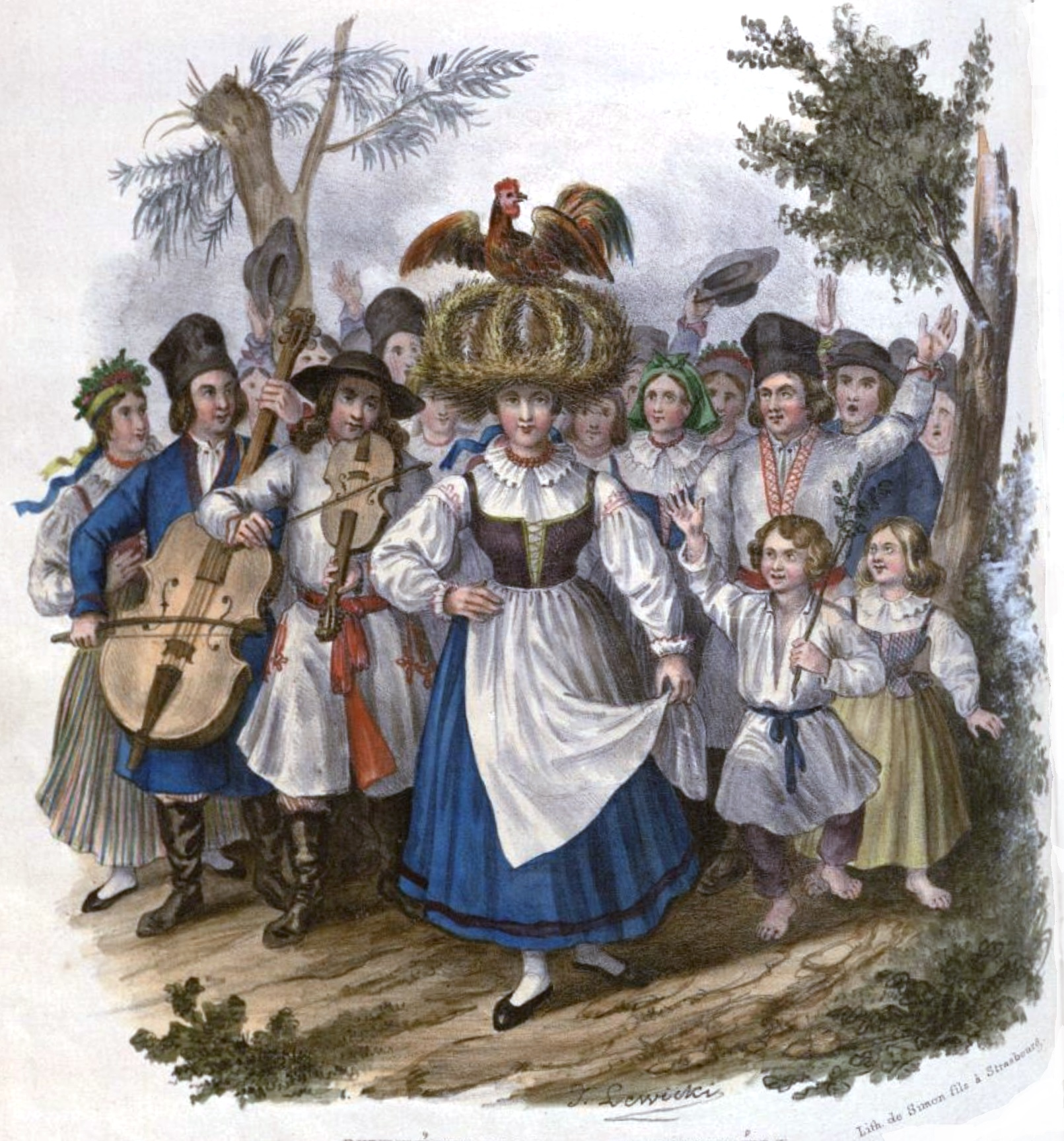
Dożynki à Sandomierz, 1841.
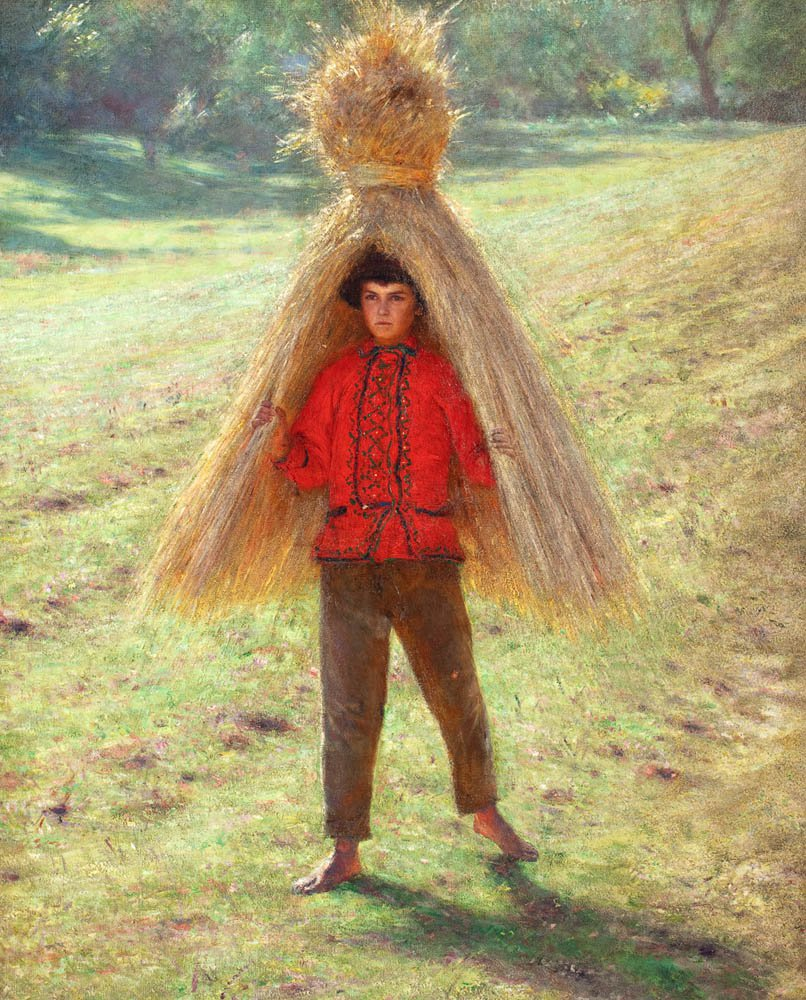
Jeune homme portant des gerbes de blé, tableau d'Aleksander Gierymski.
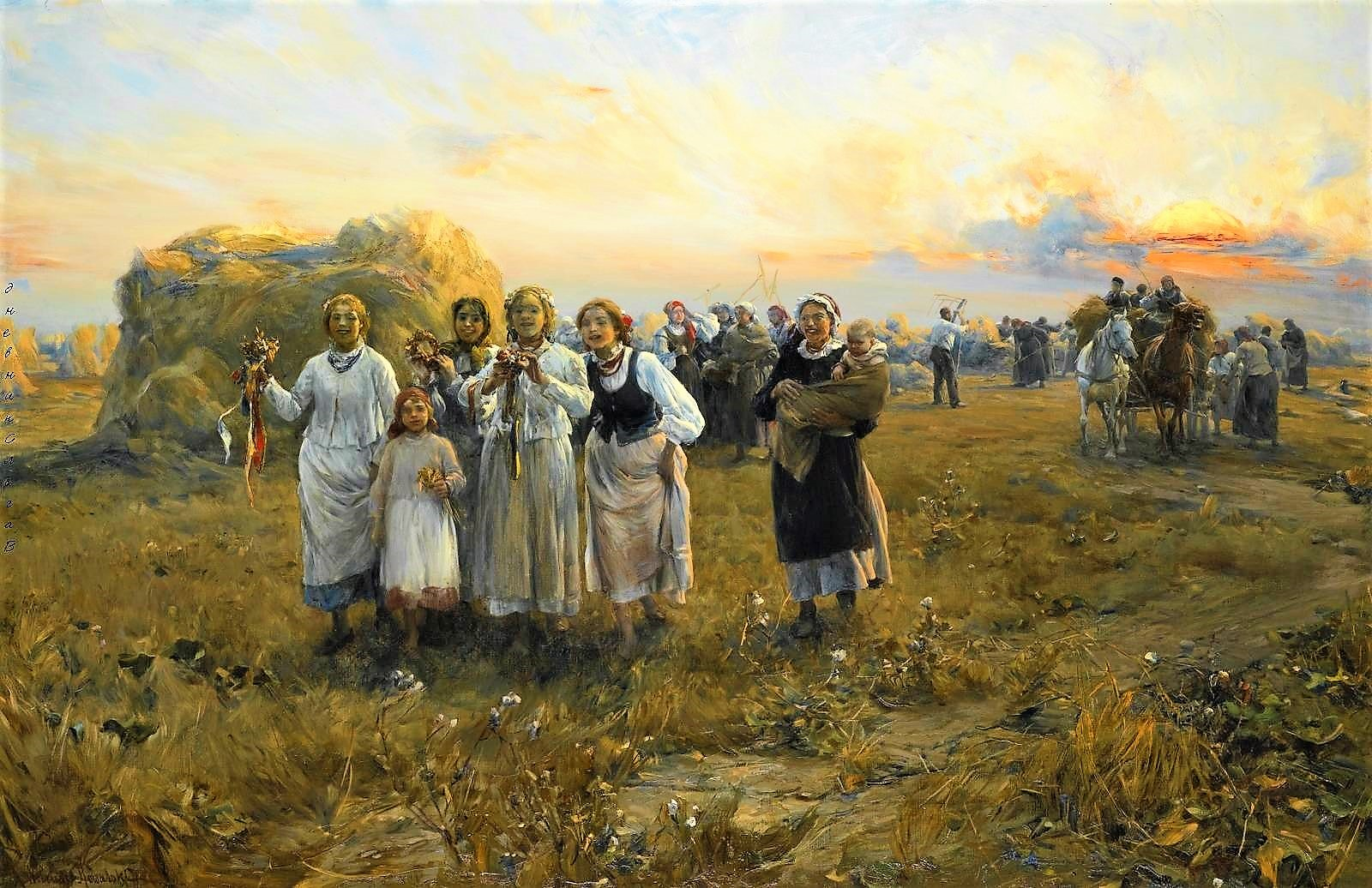
Dożynki, tableau d'Alfred Kowalski (1910).
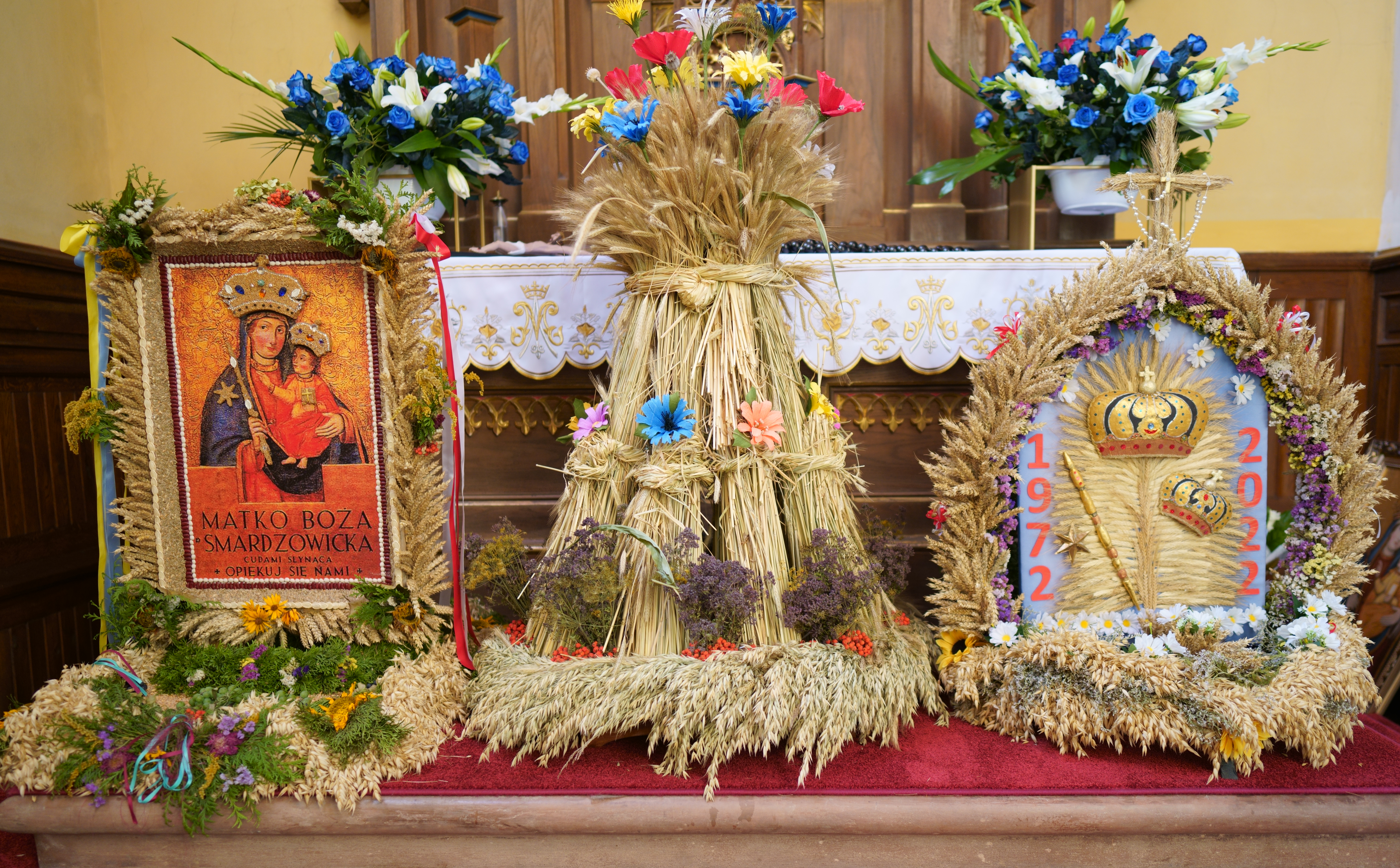
Offrandes dans l'église de Smardzowice (2010).
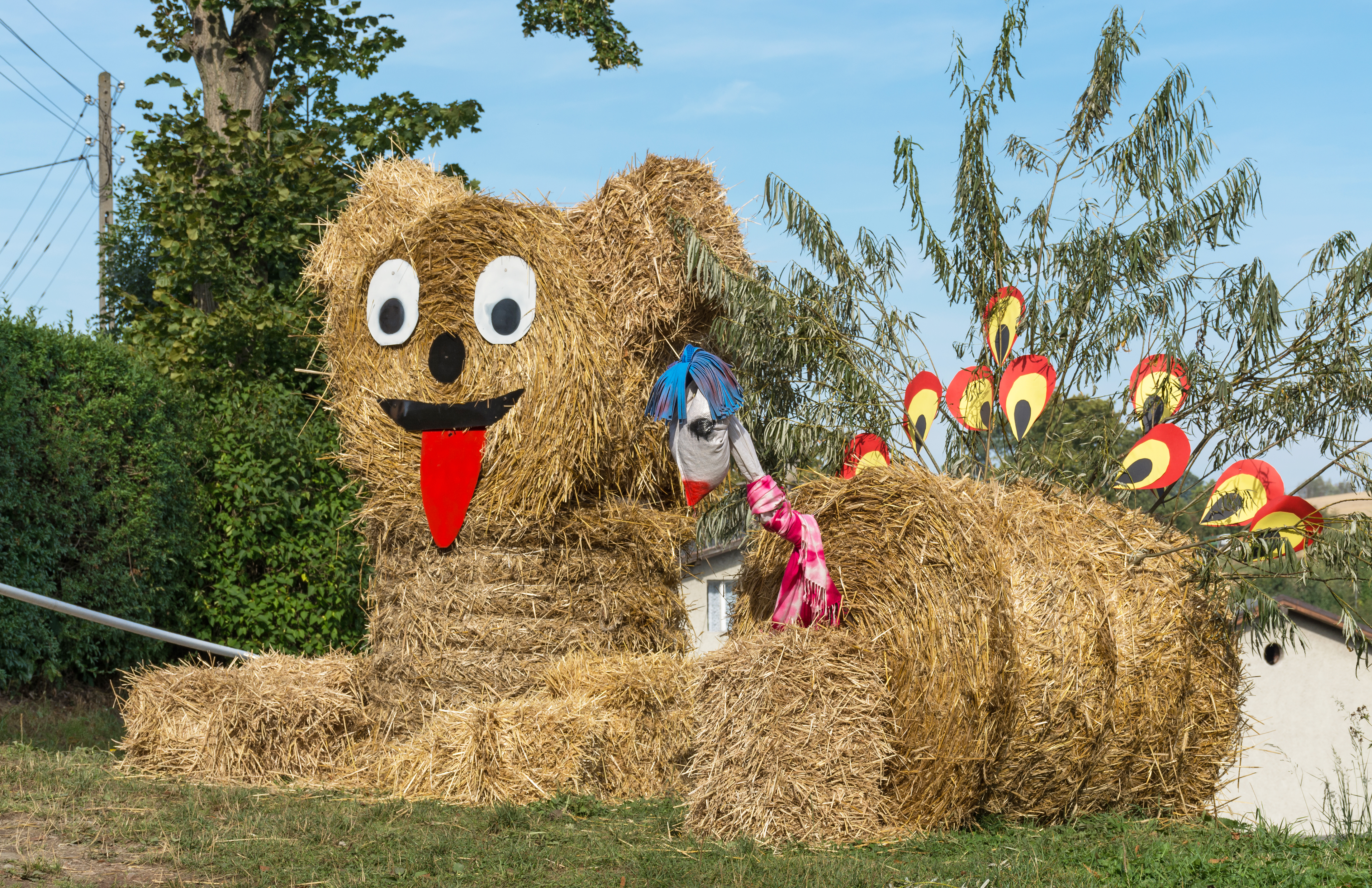
Décorations (2015).